# 巴冬
巴冬是马来西亚柔佛州麻坡县的沿海市镇，距麻坡市约15公里。巴冬早在19世纪末便有开发记录。目前港湾处还保存着建于1877年的潮籍寺庙翠美古庙。
得利於其河口港湾，當地渔业发展蓬勃。此外，位於巴冬的武吉摩蕴藏丰富的锡矿，因而出現开发活動。据当地仙师公庙香炉上保存的记录，1872年就已有相当规模的祭祀活动。随着经济活动的昌盛，當地人口增加，更进一步的的带动了其他初级产业活动的发展。1889年，柔佛苏丹興建铁路，以加快來往麻坡市的貨运。

## 人口统计
据2011年的统计数据，巴冬的人口結构如下：
| 2011年巴冬人口族群 | 2011年巴冬人口族群 | 2011年巴冬人口族群 |
| 种族               | 总人口             | 人口比例           |
| ------------------ | ------------------ | ------------------ |
| 巫裔               | 6,093              | 53.83%             |
| 华裔               | 5,136              | 45.37%             |
| 印裔               | 78                 | 0.69%              |
| 其他               | 12                 | 0.11%              |